# Силигул
Силигул (другое название — Силигуль) — гора в Чивчинских горах (часть Мармарошского массива). Расположена в южной части  Верховинского района  Ивано-Франковской области, южнее села  Буркут.
Высота 1687,9 м (по другим данным — 1689 м). Гора расположена на главном хребте Чивнинских гор. Вершина конусообразная, незалесненная, склоны очень крутые, подножия поросшие лесом.
К востоку от вершины расположена гора  Попадья (1526 м), на север — гора Чивчин (1769 м).
Через вершину с востока на запад проходит украинско-румынская граница.